# Crepis sprengelii
Crepis sprengelii là một loài thực vật có hoa trong họ Cúc. Loài này được Nicotra mô tả khoa học đầu tiên năm 1889.